# Llista d'obres de Picasso 1941–1950
Llista no raonada d'obres de Pablo Picasso realitzades entre 1941 i 1950.
- 1941 Dora Maar au Chat
- 1942 Nature morte à la Guitare (Description and picture here)
- 1944 Plant de Tomato (Description and picture here[Enllaç no actiu])
- 1946 La Joie de Vivre (Description and here here Arxivat 2007-03-04 a Wayback Machine.)
- 1947 Portrait de femme au chapeau vert (Description and picture here)